# Heinrich Menzel
Heinrich Menzel  (* 15. Mai 1895 in Hainitz; † 17. Februar 1950 in Dresden) war ein deutscher Silikatchemiker.
Heinrich Menzel wurde in Hainitz als Sohn des Paläobotanikers Paul Menzel und seiner Frau Johanna, geborene Otto, geboren. Er erhielt seine Schulbildung ab 1905 am Dresdner König-Georg-Gymnasium und begann 1914 an der Universität Kiel ein Studium der Chemie und Physik. Dieses setzte Menzel nach der durch den Weltkrieg bedingten Unterbrechung ab 1917 an der Technischen Hochschule Dresden fort. Dort wurde er 1923 bei Fritz Foerster zum Thema Beiträge zur physikalischen Chemie der Perborate zum Dr.-Ing. promoviert. Menzel habilitierte sich 1927. Zwei Jahre später erhielt er an der Technischen Hochschule Dresden eine außerordentliche Professur für das Sondergebiet der anorganischen Chemie und übernahm die Leitung des Instituts für anorganische und anorganisch-technische Chemie. Er unterzeichnete im November 1933 das Bekenntnis der Professoren an den deutschen Universitäten und Hochschulen zu Adolf Hitler. Im Jahre 1934 heiratete Menzel die Chemikerin Ilse Schubart. Er lehrte bis zu seinem Tode an der TH Dresden.
Menzels Arbeiten zur chemischen Technologie des Glases und der Tonwaren waren wegweisend bei der Entwicklung der Silikatchemie und Glastechnologie. Ihm gelang u. a. die Synthese des Kernits. Weiterhin analysierte Menzel die Gebrauchseigenschaften von Boratglas. Für die von ihm entdeckten Phosphate mit überschüssigen Alkaligehalten prägte Menzel die Bezeichnung „Pseudotertiärsalze“.

## Publikationen
- Die Theorie der Verbrennung, 1924.
- mit Izaak Kolthoff: Die Maßanalyse, 2 Bde., 1927.